# 青龙潭

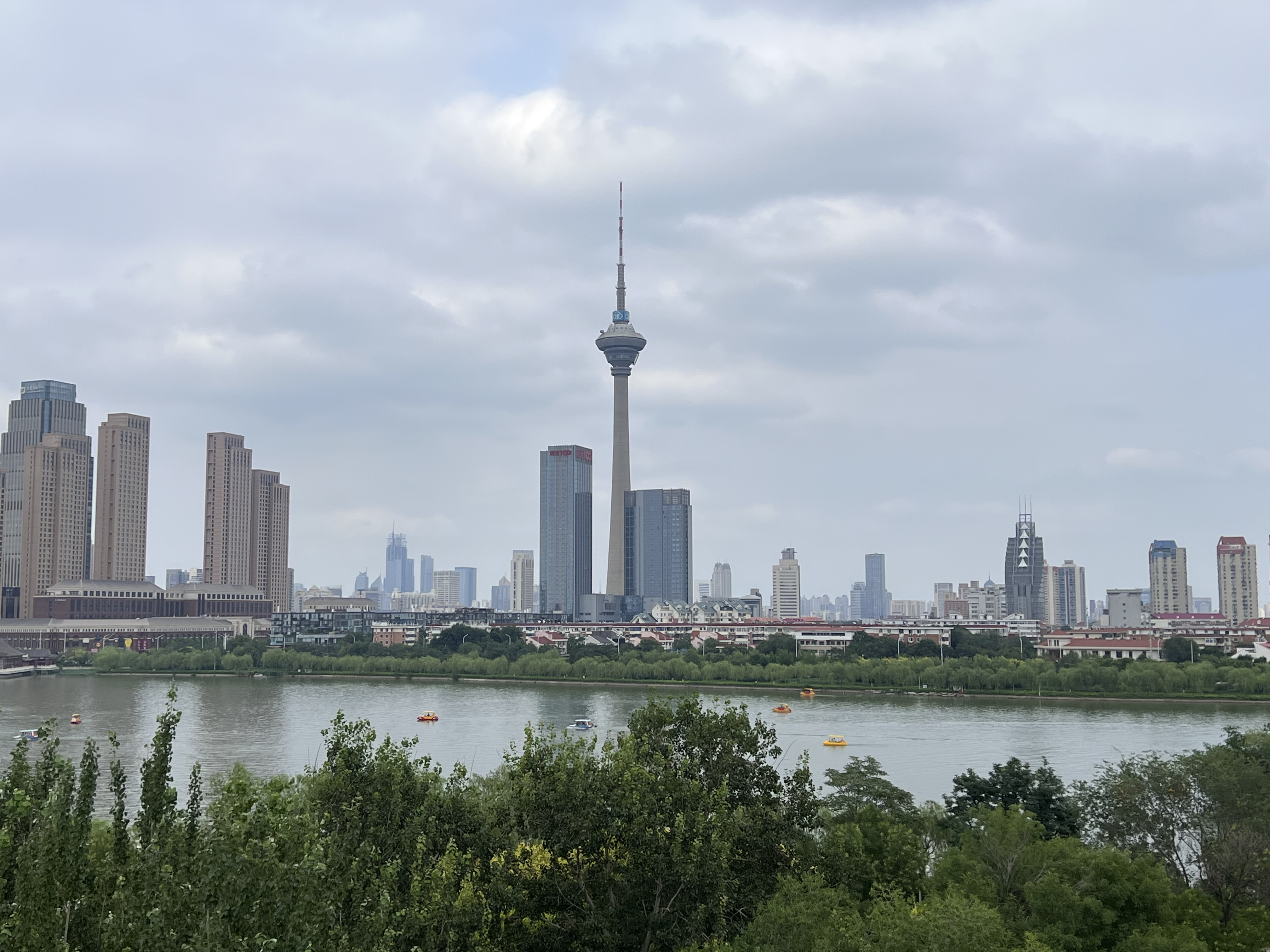
1950年代，在青龙潭一带修建了天津水上公园

青龙潭，天津旧城以南低洼地区卫南洼中一处最深最大的窑坑，人称“青龙潭”，深不见底，芦苇茂盛，水禽栖息。

## 历史
据1937年7月的《北洋画报》记载，1920年代，临近南开大学有个水坑，被人们称作“南大坑”，在当时已是“津城咸视为消暑唯一胜地”。距南大坑500米远，在“芦苇回环之端”有一座旧砖窑相邻的水湾。当地乡民于水湾中筑一小岛，竹篱环绕、蓆棚竹顶内备桌子茶几供人们饮茶。岛前有伸入水中的巨木跳板供游泳嬉水者用。茶棚外高挑一张白布大幡，书写大字“青龙潭”。
1921年，严修主持城南诗社期间，曾屡邀社员到青龙潭和附近八里台的南开大学相聚，讲授并观摩诗文创作。
1949年，天津市工务局召开开辟公园的会议，民政局公产清管局、教育局、地政处、南开大学、学联等单位参会，主持人在会上介绍拟利用名为“青龙潭”的洼地改造成水上公园的意见。1950年春末夏初，天津实业家毕鸣岐向天津市副市长李耕涛提议在青龙潭一带修建城市公园。